# Гёргеи, Артур
Артур Гёргей (венг. Görgei Artúr; 30 января 1818, Топорец — 21 мая 1916, Вишеград) — венгерский военачальник, революционер.

## Биография
Артур Гёргей родился в благородной венгерской протестантской семье, происходившей из саксов. В 19 лет поступил на службу охраны венгерских дворян в Вене. Службу совмещал с обучением в университете. После смерти отца в 1845 году оставил службу в армии и поступил в Пражский университет изучать химию. После учёбы вернулся в родовое имение.
После начала Венгерской революции сражался на стороне венгерского правительства. Поступил в армию в чине капитана, но вскоре возглавил всю национальную гвардию к северу от Тисы, успешно действуя против хорватских войск в этом регионе.
4 мая 1849 года Артур Гёргей осадил и захватил столицу Венгрии, после чего он стал военным министром революционного правительства. После вмешательства в войну России ситуация на фронтах сражений резко поменялась. И в одном из походов Гёргей вынужден был сдаться в плен генералу Ридигеру из экспедиционного корпуса князя Паскевича.
В отличие от многих товарищей по оружию, Гёргея не судили военным судом. Некоторое время он находился в заключении, затем жил в Клагенфурте, занимаясь химическими работами. В 1867 году его помиловали и разрешили вернуться в Венгрию. То, что он сохранил себе жизнь и сдался в плен, в отличие от многих генералов и чиновников революционного правительства, которые были расстреляны либо повешены, привело к тому, что венгерское общество считало его трусом и предателем. В романе Майн Рида «Жена-девочка» версия предательства Гёргея также принята за основу. После своего освобождения Артур Гёргей больше не играл никакой роли в политической жизни Венгрии.
В 1885 году частью его друзей была предпринята попытка реабилитировать его в глазах венгерского общества. К тому времени Гёргей жил в отшельничестве, подвергаемый насмешкам и издевательствам. Впоследствии его военные заслуги и важная роль, которую он сыграл в ходе революции, были признаны его соотечественниками.